# Anders Johan Andersson

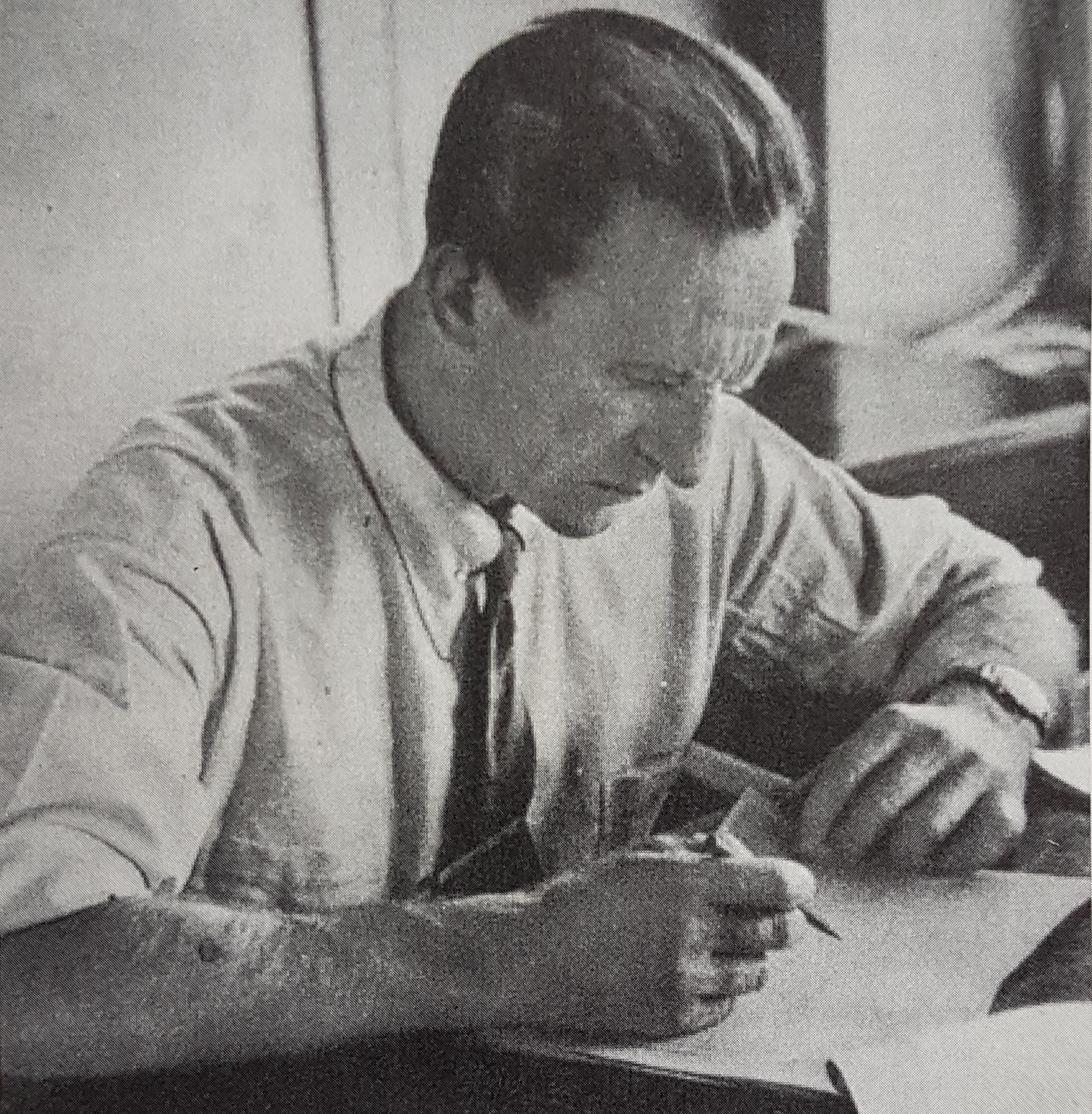
Anders Johan Andersson

Anders Johan Andersson, född 21 augusti 1899 i Södra Åkarps församling, Malmöhus län, död 14 april 1987 i Linköpings Berga församling, Linköping, var en svensk flygplanskonstruktör.
Andersson var 1933–1939 chefskonstruktör vid Bücker Flugzeugbau och ansvarade som sådan bland annat för konstruktionen av flygplanen Bücker Bü 133 Jungmeister, Bücker Bü 181 Bestmann och Bücker Bü 131 Jungmann. År 1939 kom han till Saab, där han bland annat konstruerade Saab 17, 18 och Saab 91 Safir.